# 로즈메리의 아기
《로즈메리의 아기》(Rosemary's Baby)는 아이라 레빈이 두 번째로 낸 공포 소설로, 1967년 미국의 베스트셀러이다.

## 줄거리
이 책은 뉴욕의 브램포드 아파트로 막 이사온 젊은 여인, 로즈메리 우드하우스와 별볼일 없는 삼류배우인 그녀의 남편 가이 우드하우스에 대한 이야기를 다루고 있다. 이사하기 전 사람들로부터 브램포드 아파트는 무서운 과거를 가진 집이라는 경고를 받았으나, 그녀와 그녀의 남편은 그냥 웃어 넘겨 버린다. 브램포드 아파트로 입주하자마자 로즈메리와 가이는 뒷집에 사는 괴짜 노부부(미니 캐스타벳과 로만 캐스타벳)와 절친한 이웃이 되었으나, 시간이 흐를수록 로즈메리는 그 노부부가 참 오지랖 넓고, 어처구니 없는 부부라고 생각이 들었고, 남편 가이가 그 노부부집에 자주 들락거리는 것도 싫어한다.
어느날 우드하우스 부부는 그들의 첫 번째 아이를 갖고자 계획한다. 그들이 아기를 갖기로 결정한 그날밤, 미니 캐스타벳이 초콜릿 무스를 들고 놀러온다. 로즈메리가 초콜릿 무스를 한입 베어 물자 갑자기 그녀는 머리가 멍해 지면서 캐스타벳 부부가 지켜보는 가운데 사람이 아닌 어떤 괴물이 자신을 강간하는 몽롱한 느낌이 든다. 다음날 아침, 그녀의 남편은 로즈메리에게 그녀가 단지 악몽을 꾸었을 뿐이라고 말한다.
로즈메리는 곧 임신을 했고, 가이에게는 갑자기 좋은 배역들이 쏟아진다. 삼류배우였던 남편 가이에게는 좋은 배역들이 쏟아지고, 그들이 간절히 바라던 아이도 임신하여 우드하우스 부부는 행복의 절정에 있어야 하지만, 임신 한 로즈메리는 엄청난 통증과 끊이지 않는 악몽을 감내해야 했다.
어느날 문득 로즈메리는 이웃 캐스타벳 노부부가 그들의 겉모습처럼 그리 좋은 사람은 아니라는 생각을 한다. 로즈메리는 친구의 경고를 받고서야, 그 노부부가 마녀들의 수장이라는 사실을 알게 되고, 그녀는 그 노부부가 그녀의 아기를 희생 제물로 사용할 것 같다는 생각이든다. 그러나, 아무도 로즈메리의 말에 귀기울이지 않는다.
마침내 그녀는 그녀의 남편 가이가 악마와 거래를 했다는 사실을 알게 된다. 그 거래는 그의 아내 로즈메리가 악마의 아기를 임신해주는 대신 그녀의 남편 가이의 성공을 보장받는 것이었다.
그녀는 자신이 바로 1966년 6월(666)에 태어나는 적 그리스도의 어머니라는 끔찍한 사실을 알게 된다.

## 영화화
1968년에 영화로 제작되었는데, 가이 역에 존 카사베티스, 로즈메리 역에 미아 패로, 미니 캐스타벳 역에 루스 고든(아카데미 여우조연상 수상), 그리고 연출과 대본은 로만 폴란스키 감독(아카데미 각색상, 시나리오상 후보)이 맡았다. 램프 벨러미, 엘리사 쿡 주니어, 그리고 찰스 그로딘도 출연했으며, 뉴욕의 센트럴 파크 웨스트에 있는 다코타 아파트에서 촬영되었다.
아이라 레빈은 1997년에 후속작 《로즈메리의 아들》(Son of Rosemary)을 출판했는데, 레빈은 이 책을 미아 패로에게 바쳤다. 1976년에 TV용 영화 "Look What's Happened to Rosemary's Baby"가 방영되었으나 이 소설과 관련성은 없다.

## 관련 작품
직간접적으로 수많은 소설들과 영화들이 이 작품로부터 많은 영감을 받았다.
영화 "The Devil's Advocate"은 악마에게 부인을 저당잡혀 남편의 명성을 얻는다는 내용의 아이라 레빈의 스토리 구조를 반복하고 있고, "The Astronaut's Wife"는 한 여인이 남편의 몸과 영혼을 빌린 외계인의 아이를 임신한다는 이야기이다. (우연하게도, 두 영화 모두 부인역을 찰리즈 세론이 맡았다.) 지니 톰슨의 소설 "Lupe"(1977년)와 부룩스 스탠우드의 소설 "Glow"(1978년)도 아이라 레빈의 스토리 구조를 공유하고 있다. 소설 "Lupe"는 악마의 희생제물인 어느 한 여인의 자궁을 통해서 환생한 스페인계 언청이 아이에 대한 이야기이다. 그리고 소설 "Glow"는 불멸의 피를 위하여 건장한 삼십대 뉴요커들을 잡아먹는 나이많은 뱀파이어 수장에 대한 이야기이다. "Lupe"(샌프란시스코, 캘리포니아)를 제외하고, 위에 언급한 영화와 소설들은 대부분 뉴욕 시티를 배경으로 하고 있다. 소설과 영화 속의 모든 주인공 커플들은 젊고, 활기차며, 아이라 레빈의 소설에 나오는 우드하우스 부부가 뉴욕의 고풍스러운 브램포드 아파트에 거주하는 것처럼 센트럴 파크 가까이 거처를 마련한다.